# がらくた (アルバム)
『がらくた』（英語: GARAKUTA）は、桑田佳祐の5作目のオリジナル・アルバム。2017年8月23日にCD・レコード・ダウンロード配信で発売。発売元はタイシタレーベル / SPEEDSTAR RECORDS。キャッチコピーは「その男、どスケベにつき! ソロ30年目の衝動。」。
2019年12月20日にはストリーミング配信を開始した。

## 背景・リリース
桑田が2017年にソロデビュー30周年を迎え、前作のオリジナル・アルバム『MUSICMAN』から、ちょうど6年6か月ぶりとなる作品。サザンオールスターズがデビュー39周年を迎えた2017年6月25日に情報が解禁された。

### 配信
本作に収録されている「若い広場」が2017年7月21日に先行配信され、同年8月9日には同じく収録されている「オアシスと果樹園」がNTTドコモ音楽配信サービス「dヒッツ」で先行配信された。同年8月14日からはdヒッツだけでなく、他の配信サイトでも解禁された。
発売前2日前である8月21日に、GYAO!にて本作収録されている楽曲のミュージック・ビデオのフルバージョンが期間限定（2017年8月21日〜10月31日）で公開されることになった。また、過去の楽曲のミュージック・ビデオも順に期間限定で公開された。

### 発売形態
本作は初回生産限定盤A（CD+Blu-ray+特製歌詞ブックレット）、初回生産限定盤B（CD＋DVD+特製歌詞ブックレット）、初回生産限定盤C（CD+特製歌詞ブックレット）、通常盤（CD）、アナログ盤（重量盤2LP / オリジナル特典付、完全生産限定）の5種類で発売される。また、初回生産限定盤A・B・Cはブックケース入りデジパック仕様で、桑田書下ろしによるエッセイ集「がらくたノート」と撮り下ろしフォトが付属である。映像特典は、同年7月10日・11日の2日間にビルボードライブ東京で開催された桑田のプレミアム・ライブ「この夏、大人の夜遊びin日本で一番垢抜けた場所!! supported by ニッポンハム / Billboard Live 10th Anniversary」の11日に披露された8曲を収録している。
本作の予約・購入者を対象にした先着オリジナル特典が8月3日に発表され、リアルショップ対象店で予約・購入すると先着で、桑田の写真をポスター用にオリジナルでデザインされた「桑田佳祐『がらくた』オリジナルポスター」を手に入れることができ、Eコマース（オンラインショップ）対象店で予約・購入すると、本作のジャケットをあしらった「桑田佳祐『がらくた』A5クリアファイル」を貰うことができる。また、全国のCDショップでは本作発売を記念し、タイシタレーベル旧譜作品キャンペーンの開催をし、8月初旬より対象商品を全国CDショップにて購入すると先着で、桑田佳祐「30th Anniversary オリジナルステッカー」がプレゼントされる。
エッセイ集「がらくたノート」には、文庫本のような装丁で“波乗文庫”と記載されており、本作収録曲15曲にまつわる計15篇のエッセイが収められている。曲が完成するまでの過程、アルバム制作に携わった人たちへの気持ち、日常の中で感じているさまざまな思いや、生活の一部などがしたためられている。なお、自身のオフィシャルサイトにて、収録楽曲の「百万本の赤い薔薇」「オアシスと果樹園」の二篇と新作にまつわるインタビューを公開している。

## 録音
今作ではほとんどの曲のレコーディングが少人数で行われた。また、桑田は普段は曲を先に制作する「曲先」で楽曲制作を行っているが、今回は曲によっては詞を先に制作したうえで曲を作る「詞先」も意欲的に行い、そのことにより「歌のテーマも自然と広がった」とも述べている。
本作収録の既発曲（シングル「Yin Yang」「ヨシ子さん」「君への手紙」に収録されている楽曲）では、アルバムバージョン（マスタリングしたもの）を収録している。また、15曲収録されている内9曲がタイアップの付いた楽曲となっている。

## 音楽性
タイトルに関して桑田は、「ありとあらゆる要素が無作為に交錯する現代社会の見立てであり、そんな無意味に積み上げられた『がらくた』の中にこそ、ものごとの本質や素晴らしさが宿る」「大上段に振りかざすことなく、みんなに親しんでもらえる“小品”を目指した」と語っている。また、「ポール・マッカートニーの楽曲『ジャンク』の事が頭の片隅にあったのかもしれない」とも述べている。本作はロック、ジャズ、ドゥーワップ、サイケデリック・ミュージック、フィリーソウル、ラテン、レゲエ、ヒップホップ、歌謡曲など、あらゆるジャンルをブレンドした桑田にとっての意欲作となっている。

## プロモーション

### 動画配信
同年6月25日にYouTubeで公開されたスペシャルトレーラーでは桑田が「波乗亭米祐（なみのりていべいすけ）」という落語家に扮し、古典落語「火焔太鼓」を演じている。波乗亭米祐は桑田とは別人という設定になっており、桑田に対して「いい年してただのエロい意地汚いオッサンだねぇ」「桑田のアルバムはどうせがらくたみたいなもんだよ」といったセリフを言うシーンも存在している。なお、前日の24日放送分の自身のラジオ冠番組『桑田佳祐のやさしい夜遊び』（TOKYO FM）では、この動画の音源が先行公開されており、「波乗亭米祐が桑田に物申す」といった宣伝広告も作られていた。

### テレビ放送
発売後の2017年9月23日にWOWOWでスペシャル番組「桑田佳祐と『がらくた』 〜ソロ30年目の衝動〜」が放送され、本作の内容や楽曲の魅力を紹介し、2017年7月に行われたBillboard Live Tokyoでのプレミアムライブから2002年以来15年ぶりの出演の「ROCK IN JAPAN FESTIVAL 2017」のステージ模様も放送される。

### テレビ披露
| 放送日         | 番組名                   | 放送局     | 披露曲 | 出典          |
| -------------- | ------------------------ | ---------- | --- | ------------- |
| 2017年7月21日  | ミュージックステーション | テレビ朝日 | 「オアシスと果樹園」 「若い広場」 | [ 30 ]        |
| 2017年8月24日  | SONGSスペシャル          | NHK        | 「悲しい気持ち (JUST A MAN IN LOVE)」 「愛のささくれ～Nobody loves me」 「若い広場」 「簪/かんざし」 「オアシスと果樹園」 「波乗りジョニー」 「ヨシ子さん」 | [ 31 ]        |
| 2017年8月25日  | ミュージックステーション | テレビ朝日 | 「オアシスと果樹園」 「ヨシ子さん」 | [ 32 ]        |
| 2017年8月29日  | うたコン                 | NHK        | 「オアシスと果樹園」 「若い広場 | [ 33 ] [ 34 ] |
| 2017年12月31日 | 第68回NHK紅白歌合戦      | NHK        | 「若い広場」 | [ 35 ]        |

## アートワーク
ジャケットデザインの提案をしたのは千原徹也であり、アートディレクターの山口健司が言うには「ロンドンで買った土産物のアヒルを使った、シリアスともコメディとも異なる引き算のアイデア」を桑田はひと目で気に入ったという。なお、千原によるとこのジャケット写真は元々提案用のサンプルであり本番用に撮り直す予定だったが、桑田が「これがいいんだから。これでいい」と述べたためそのまま採用された。また、千原はこれ以外にもいくつかデザイン案を提案しており、宇宙塵の写真なども出したが通らなかったという。

## ツアー
アルバムの発売と同時に本作をひっさげ、全国10箇所18公演となる全国アリーナ&5大ドームツアーの開催が発表された。

## 批評
桑田は2017年の振り返りとして、本作に対し「ちっとも売れなかったアルバム」だと冗談半分で述べている。

### 専門家による評価
ロッキング・オンの小池宏和は、「楽曲ごとに多種多様な音楽のルーツが顔を覗かせるアルバムを、ポップに纏め上げる工夫がなされている」点を評価。また、「時」というテーマに向き合いながら、桑田は蓄積された知識を巧みにコントロールし、世代の格差を超えてやろうとしており、「そんな稀代のポップアーティストとしての誇り高い責任感が、このアルバムを『がらくた』と名付けさせたのではないだろうか。」とも語った。音楽評論家の小倉エージは週刊朝日の連載で、「本作を耳にして改めて桑田のソング・ライター、ヴォーカリストとしての力量に感服させられた。」と語り、本作を「日本の歌謡史、ポップス史を俯瞰しながら、その継承者としての自覚を持って取り組んだ意欲作」と評価した。
Billboard JAPANでは、CDのセールスやマスコミの支持が非常に高い上に、ラジオを中心としたプロモーションが成功したことに関する宣伝戦略、作品の内容、桑田らしい自虐的なタイトルでもその中身のクオリティの高さと、これだけの実績を出せる自信があってこそと言えると評価された。Real Soundでは、ベテランアーティストのCD販売スパンは息が長いところを指摘しており、特に「初動（初週）売上＝最高順位」のままチャートを下ってはなく、熱心に情報を追っていなくても「そういえばアルバム出たんだな」と気がついて買うような層が2週目以降の売り上げを支えていると評価した。

### 著名人による称賛
爆笑問題の太田光はこのアルバムを絶賛し、一曲一曲について丁寧に感想をまとめたメールを桑田に送っている。『桑田佳祐のやさしい夜遊び』2017年9月2日放送分では桑田が太田の了承を得たうえでそのメールの一部を読み上げている。
落語家の3代目桂春蝶はこのアルバムの内容を「最高」と評している。

## 受賞歴
| 年     | 音楽賞                 | 結果           | 出典   |
| ------ | ---------------------- | -------------- | ------ |
| 2017年 | 第59回日本レコード大賞 | 優秀アルバム賞 | [ 45 ] |
| 2018年 | 第10回CDショップ大賞   | マエストロ賞   | [ 46 ] |

## チャート成績
2017年9月4日付のオリコン週間アルバムランキングで初週16.8万枚を売り上げて初登場1位を獲得し、ソロアーティストとして、2017年の暫定1位の売上を記録した。なお、ソロアルバムとして『TOP OF THE POPS』から4作連続・通算6作目の獲得となった。また「年齢4年代連続アルバム1位」も記録し、井上陽水、山下達郎、氷室京介に次いで4人目となった。同日付のオリコンデジタルアルバムランキングでも初週1.0万DLで1位を獲得した。ソロアーティストでCDランキングとデジタルランキング両方首位獲得するのは秦基博（『All Time Best ハタモトヒロ』）以来2人目である。
発売2週目となる2017年9月2日には出荷枚数が30万枚を突破した。発売4周目となる2017年9月25日付のオリコン週間アルバムランキングで、週間1.3万枚を売り上げて3週ぶりに首位に返り咲いた。自身の作品の「返り咲き1位」は、2001年発売のシングル「波乗りジョニー」が2001年7月16日付と7月30日付で返り咲き1位を達成して以来16年2か月ぶりとなり、また、男性ソロのオリジナル・アルバムでは稲葉浩志の作品『マグマ』の返り咲き首位以来である20年7か月振りとなり、今世紀初となった。発売4週目の時点で累計売上は24万枚を超え、出荷枚数も35万枚を記録した。
2017年9月4日付のBillboard Japan Hot Albumsでは168,681枚でCDチャート1位、ダウンロード1位、ルックアップ1位でチャートを構成する3指標すべてを制して総合1位を獲得している。発売3週目となる9月18日付の同チャートにて18,031枚でCDチャート3位、ダウンロード6位、ルックアップ1位で再び総合1位を獲得し、9月25日付でも11,951枚でCDチャート1位、ダウンロード7位、ルックアップ1位で2週連続で総合1位を獲得した。
オリコン週間アルバムランキングでは、1位（16.8万枚）→2位（3.8万枚）→3位（2.0万枚）→1位（1.3万枚）と4週連続TOP3をキープした。Billboard JAPAN Hot Albumsにおいても、ルックアップをはじめとした各指標で上位を獲得し、1位→2位→1位→1位→3位→3位と6週連続TOP3をキープし高順位を維持し続けていた。
また、本作と「若い広場」「オアシスと果樹園」の3つを合わせると、オリコンやBillboard JAPAN、レコチョク、iTunes Store、mora、USEN、COUNT DOWN TV（TBS系音楽番組）などの音楽チャートで1位を獲得し、20冠を達成した。
オリコンによる本作のチャート登場週数は40週である。
サウンドスキャンジャパンが発表したアナログアルバムの2017年度年間ランキングでは、RADWIMPSの『君の名は。』、スピッツの『ハチミツ』に次いで、本作は3位を記録した。

## 収録曲
- 既発曲の解説は各収録作品を参照のこと。全5種類共通で、カッコ内は演奏時間。

### CD・LP
| 全作詞・作曲: 桑田佳祐。 |                                             |           |            |                                        |      |
| #                        | タイトル                                    | 作詞      | 作曲・編曲 | 編曲                                   | 時間 |
| 1.                       | 「過ぎ去りし日々 (ゴーイング・ダウン)」     | 桑田佳祐  | 桑田佳祐   | 桑田佳祐 & 片山敦夫                    | 4:18 |
| 2.                       | 「若い広場」                                | 桑田佳祐  | 桑田佳祐   | 桑田佳祐 & 片山敦夫 / 弦編曲：片山敦夫 | 4:20 |
| 3.                       | 「大河の一滴（Album Version）」             | 桑田佳祐  | 桑田佳祐   | 桑田佳祐 & 片山敦夫                    | 4:16 |
| 4.                       | 「簪 / かんざし」                           | 桑田佳祐  | 桑田佳祐   | 桑田佳祐 & 片山敦夫 / 管編曲：片山敦夫 | 4:31 |
| 5.                       | 「愛のプレリュード（Album Version）」       | 桑田佳祐  | 桑田佳祐   | 桑田佳祐 & 片山敦夫                    | 4:21 |
| 6.                       | 「愛のささくれ～Nobody loves me」           | 桑田佳祐  | 桑田佳祐   | 桑田佳祐 & 片山敦夫                    | 5:12 |
| 7.                       | 「君への手紙（Album Version）」             | 桑田佳祐  | 桑田佳祐   | 桑田佳祐                               | 4:27 |
| 8.                       | 「サイテーのワル」                          | 桑田佳祐  | 桑田佳祐   | 桑田佳祐 & 片山敦夫                    | 4:36 |
| 9.                       | 「百万本の赤い薔薇（Album Version）」       | 桑田佳祐  | 桑田佳祐   | 桑田佳祐・原由子 & 曽我淳一            | 4:40 |
| 10.                      | 「ほととぎす［杜鵑草］」                    | 桑田佳祐  | 桑田佳祐   | 桑田佳祐 & 片山敦夫                    | 5:46 |
| 11.                      | 「オアシスと果樹園」                        | 桑田佳祐  | 桑田佳祐   | 桑田佳祐 & 片山敦夫                    | 3:57 |
| 12.                      | 「ヨシ子さん（Album Version）」             | 桑田佳祐  | 桑田佳祐   | 桑田佳祐 & 片山敦夫                    | 4:51 |
| 13.                      | 「Yin Yang（Album Version）」               | 桑田佳祐  | 桑田佳祐   | 桑田佳祐                               | 3:48 |
| 14.                      | 「あなたの夢を見ています（Album Version）」 | 桑田佳祐  | 桑田佳祐   | 桑田佳祐 & 片山敦夫                    | 4:53 |
| 15.                      | 「春まだ遠く」                              | 桑田佳祐  | 桑田佳祐   | 桑田佳祐 / 管編曲・弦編曲：島健        | 4:24 |
| 合計時間:                | 合計時間:                                   | 合計時間: | 68:20      |                                        |      |

1. 過ぎ去りし日々 (ゴーイング・ダウン)
サウンド面はビートルズを意識したものになっている[61]。
歌詞に桑田が2002年に発売したベスト・アルバム『TOP OF THE POPS』や、当時アミューズの後輩であったONE OK ROCK[注釈 7]などの言葉が登場している[65]。
2017年8月12日に放送された『桑田佳祐のやさしい夜遊び』でフル音源が解禁された[66]。
2. 若い広場
NHK連続テレビ小説『ひよっこ』主題歌。ユニクロ「Life Wear/ジーンズ編」CMソング[注釈 8]。
桑田がソロでNHKドラマに楽曲提供をするのは初のことである[注釈 9][68]。レコーディング自体は2016年6月25日にWOWOWで放送された『偉大なる歌謡曲に感謝 〜東京の唄〜』の少し前から開始しており、桑田は制作がスムーズに進んだという[69]。
歌詞に関して桑田は、自然と自分の人生を今一度辿っていく感覚とともに、夢と希望に溢れた日本の未来に思いながら書いたという[68]。また、「がらくたノート」では「アタシのオリジナルではありながら、偉大なる先人やご先祖様がアタシに書かせてくれたものだよ」と述べ、この曲を「そんなつもりじゃなかったけれど、なぜか身にしむ歌謡曲」と位置付けている[70]。歌詞には津村謙の「上海帰りのリル」を思わせるフレーズが登場しており[71]、リルとは「my little daring」の略であるとされている[72]。この曲のモデルは1968年に発売されたザ・キング・トーンズの「グッド・ナイト・ベイビー」であり、当時小学生だった桑田はザ・キング・トーンズをテレビで観て、憧れを持っていたという[73]。
ミュージック・ビデオは、2017年7月26日に公開され、内容は楽曲に合わせて昭和のホームドラマ風の世界観であり、桑田は一人二役を演じ、お茶の間を舞台に繰り広げられる人情あふれるドラマの雰囲気を感じさせる“佳祐”と、昔は歌声喫茶で人気を博したほどの歌手だったものの、今はしがない労働者として晩酌のビールを楽しみに毎日を生きるオヤジ“佳祐”の両方を演じている[74]。なお、桑田の相手役として女優の幸田尚子が出演している[16]。なお、ロケで使用された横浜元町のナイトクラブ「クリフサイド」は、奇しくも映画『上海帰りのリル』の舞台でもあり、これを知った桑田も驚いていたという[71]。このMVは2018年1月に発売のミュージック・ビデオ集『MVP』に収録されている。
本作収録の既発曲を除けば、この楽曲が最初にメディアに解禁された楽曲であり、タイアップドラマの第1話放送日である2017年4月3日に解禁[75]、フル音源は4月8日放送の『桑田佳祐のやさしい夜遊び』で初オンエアされた[76]。
桑田は2017年7月21日に放送されたテレビ朝日系『ミュージックステーション』出演時に、同番組の司会者であるタモリに「タモリさん、（『ひよっこ』を）見ていただいてるとか?」と尋ね、タモリもこの楽曲を「毎日聞いている」と発言し「すごい懐かしい感じが出ていますよね。昭和の感じが」と暗に認める趣旨のコメントをした[77]。また、この時共演していたお笑いタレントのブルゾンちえみが、桑田の誘いで楽曲のパフォーマンスに参加した[78]。
タイアップドラマの主演を務めた女優の有村架純は、「暖色系の明かりが自分を包み込んでくれているような、そんな感覚になりました」「どこかしら懐かしく感じるメロディーと桑田さんの歌声は、暖かくてとても心地よく、聴き入ってしまいます」とコメントしている[68]。2017年8月24日に放送されたNHK系『SONGS』で、タイアップドラマに出演している有村と佐久間由衣、小島藤子、藤野涼子、松本穂香、八木優希が登場し、桑田と肩を組みながら合唱したシーンが放送された[79]。
先述の通りタモリが本楽曲を高く評価している他[77]、連続テレビ小説のマニアを公言している博多華丸（博多華丸・大吉）も本楽曲及び『ひよっこ』のオープニング映像を「かっこ良かった。昭和のあの感じ」と高く評価している[80]。
ザテレビジョンが開催した「週刊ザテレビジョン 第94回ドラマアカデミー賞」では、最優秀ドラマソング賞に受賞した[81]。なお、「Yin Yang」以来4年ぶりと受賞となった。NEWSポストセブンが2017年に発表した「ドラマ好き女性1000人に聞いた人生史上いちばん好きな主題歌ランキング」で10位にランクインしている[82]。
2022年発売のベスト・アルバム『いつも何処かで』にも収録されている[83]。
3. 大河の一滴（Album Version）
シングル「ヨシ子さん」のカップリング曲。
4. 簪 / かんざし
添い遂げることが叶わない男女の刹那がテーマとなっている[84]。
歌詞の「彩りが消えた部屋で独り言ちた」というフレーズは角田光代を意識したものである。それを知った角田は驚きつつも光栄である旨を語っている[85]。
「がらくたノート」では、この曲の制作風景と片山敦夫への感謝の念が綴られた[86]。
2017年6月24日に放送された『桑田佳祐のやさしい夜遊び』でフル音源が解禁された[87]。
5. 愛のプレリュード（Album Version）
シングル「ヨシ子さん」のカップリング曲。
桑田はこの曲と「オアシスと果樹園」を「ハワイ二部作」としている[19]。
6. 愛のささくれ～Nobody loves me
自身出演のWOWOW CMソング。
大人の夜の世界観を全面に押し出した楽曲[88]。歌詞にスティービー・ワンダーの名前が登場し、曲中にも「You Haven’t Done Nothin’（悪夢）」のシンセサイザーのフレーズが引用されている[43]。
WOWOWのCMでは桑田が定年間近のしがないサラリーマンに扮し、終電に揺られる様やお気に入りの女性がいるカラオケスナックでほろ酔い気分になる様子など、コミカルかつリアルな演技を披露しており、この曲にインスパイヤされてCMのコンセプトが生まれたという[89]。
2017年7月8日に放送された『桑田佳祐のやさしい夜遊び』でフル音源が解禁された[90]。
7. 君への手紙（Album Version）
2016年発売の17枚目シングル曲。
8. サイテーのワル
歌詞は情報社会を痛烈に風刺したものとなっており、「炎上」「メール」「LINE」「拡散（いいね!）」「ゲス」「ウィキペディア」などといった制作や発売当時を連想させる言葉が散見される[88][91]。また、「何気ないような冗談があり得ない物語に拡散されちゃう」といったフレーズがあるように、過去に桑田自身が歌詞にあるようなトラブルに巻き込まれたことも反映されている[92]。桑田は「ウィキペディア」の言葉を歌詞に入れた際に、スタッフが動揺していた旨をインタビューで述べている[91]。
「がらくたノート」では、本楽曲で触れている”他人の不幸”に興味を持ってしまう人間の本質を肯定も否定もしない形で語っており、自身もそうした人間であることを述べ、最後には「東スポ頑張れ!」「アナタ、いや御社だけは決してブレなかった」「東スポサイコー!!」といったことを述べている[93]。
高橋みなみは本楽曲を絶賛している[94]。
2017年7月22日に放送された『桑田佳祐のやさしい夜遊び』でフル音源が解禁された[95]。
9. 百万本の赤い薔薇（Album Version）
シングル「ヨシ子さん」のカップリング曲。
10. ほととぎす［杜鵑草］
ユニクロ「Life Wear/感動パンツ編」CMソング[注釈 10]。
2017年8月12日に放送された『桑田佳祐のやさしい夜遊び』でフル音源が解禁された[66]。
「がらくたノート」では、バラードを制作する際の自身のモチベーションが綴られた[97]。
3代目桂春蝶はこの曲をベストソングであるとし高く評価している[44]。
ベスト・アルバム『いつも何処かで』にも収録されている[83]。
11. オアシスと果樹園
自身出演のJTB「オアフ島」篇「ハワイ島」篇 CMソング。
2016年に同CMで使用された「愛のプレリュード」から続く楽曲であり、前回と同様にハワイ州で撮影を行なっているが、今回はハワイ島とオアフ島で撮影をしている[98][99]。桑田はこの曲と「愛のプレリュード」を「ハワイ二部作」としている[19]。
前述の通り、この楽曲は詞先で制作された[100]。
2017年8月14日にMVが公開され、オアシス”そして“果樹園”を想起させる土地、ハワイの大自然の中で楽曲を熱唱するシーンを軸に、歌詞の世界観を表現するような甘酸っぱくもどこか切ない恋の記憶を表現している[101]。このMVはミュージック・ビデオ集『MVP』に収録されている。
12. ヨシ子さん（Album Version）
2016年発売の16枚目シングル曲。
2022年発売のベスト・アルバム『いつも何処かで』にも収録されている[83]。
13. Yin Yang（（Album Version）
2013年発売の15枚目シングル「Yin Yang/涙をぶっとばせ!!/おいしい秘密」の1曲目。
2022年発売のベスト・アルバム『いつも何処かで』にも収録されている[83]。
14. あなたの夢を見ています（Album Version）
シングル「君への手紙」のカップリング曲。
15. 春まだ遠く
ユニクロ「Life Wear/UVカット 夏の美術館編」CMソング[注釈 11]。
当時島健が音楽を担当したドラマ『やすらぎの郷』にインスパイヤされて制作された[103]。
「がらくたノート」では自身が適当な発言をする理由などが綴られている[104]。
この曲は当アルバムの収録曲で唯一全国ツアーで演奏されなかったものの、ツアーを映像化したライブ・ビデオ集『がらくたライブ』のエンドロールで流れている[105]。

### Blu-ray Disc・DVD
- 完全生産限定盤A（Blu-ray Disc）と完全生産限定盤B（DVD）のみ収録。

「この夏、大人の夜遊びライブ in 日本で一番垢抜けた場所!! at Billboard Live Tokyo」（2017.07.11）
1. 百万本の赤い薔薇
2. 大河の一滴
3. 君への手紙
4. 愛のささくれ～Nobody loves me
5. 簪 / かんざし
6. 若い広場
7. オアシスと果樹園
8. ヨシ子さん

MUSIC VIDEO
1. 悪戯されて（New Arranged Version）
シングル「君への手紙」のカップリング曲。
ミュージック・ビデオには広末涼子・阿部翔平・浜田晃が出演している[106]。

## 参加ミュージシャン
| 過ぎ去りし日々 (ゴーイング・ダウン) - 桑田佳祐：Vocal, Electric Slide Guitar, Hand Claps & Backing Vocal - 片山敦夫：Piano, Combo Organ & Hand Claps - 角谷仁宣：Computer Programming - 中重雄：Acoustic / Electric Guitar & Hand Claps - 角田俊介：Bass & Hand Claps - 小田原豊：Drums, Tambourine & Hand Claps - 原由子：Backing Vocal & Hand Claps - 増澤絵里子：Backing Vocal - 松場卓也：Backing Vocal & Hand Claps 若い広場 - 桑田佳祐：Vocal & Backing Vocal - 片山敦夫：Piano, Marimba, Melodion & Synthesizer - 角谷仁宣：Computer Programming - 斎藤誠：Acoustic Guitar - 井上富雄：Wood Bass - 鎌田清：Drums - 成田昭彦：Conga, Maracas & Claves - 金原千恵子ストリングス：Strings - 霞ヶ丘やすらぎ合唱団：Backing Vocal 大河の一滴 - 桑田佳祐：Vocal, Electric Guitar, Male Voice & Backing Vocal - 片山敦夫：Piano, Synthe Bass & Synthesizer - 角谷仁宣：Computer Programming - 斎藤誠：Electric / Gut Guitars - 今村明美：Female voice 簪 / かんざし - 桑田佳祐：Vocal & Backing Vocal - 片山敦夫：Piano, Synthe Bass & Synthesizer - 角谷仁宣：Computer Programming - 成田昭彦：Drums, Shaker & Triangle - 竹下欣伸：Wood Bass - 西村浩二：Flugelhorn 愛のプレリュード - 桑田佳祐：Vocal, Electric Guitar, Ukulele, Shaker, Hand Claps & Backing Vocal - 片山敦夫：Electric Piano, Hammond Organ, Synthe Bass & Synthesizer - 角谷仁宣：Computer Programming - 中重雄：Electric / 12-Strings Electric Guitars - 成田昭彦：Conga, Triangle & Tambourine - 原由子：Backing Vocal 愛のささくれ～Nobody loves me - 桑田佳祐：Vocal, Electric Guitar & Backing Vocal - 片山敦夫：Piano, Electric Piano, Hammond Organ, Synthe Bass & Synthesizer - 角谷仁宣：Computer Programming 君への手紙 - 桑田佳祐：Vocal, Acoustic / Electric Guitars, Tambourine & Backing Vocal - 原由子：Keyboards, Piano & Synthesizer - 角谷仁宣：Computer Programming - 401stオールスターズ：エンヤトット囃子 サイテーのワル - 桑田佳祐：Vocal, Electric Guitar & Backing Vocal - 片山敦夫：Piano, Synthe Bass & Synthesizer - 角谷仁宣：Computer Programming - 斎藤誠：Electric Guitar - 河村"カースケ"智康：Drums - 成田昭彦：Kendang & Bongo - TIGER：Scat | 百万本の赤い薔薇 - 桑田佳祐：Vocal, Hand Claps & Backing Vocal - 原由子：Piano & Synthesizer - 曽我淳一：Synthe Bass, Synthesizer & Computer Programming - 斎藤誠：Electric Guitar - グレート栄田：Violin ほととぎす [杜鵑草] - 桑田佳祐：Vocal, Electric Guitar, Cymbal & Backing Vocal - 片山敦夫：Piano, Hammond Organ, Synthe Bass & Synthesizer - 角谷仁宣：Computer Programming - 原由子：Backing Vocal オアシスと果樹園 - 桑田佳祐：Vocal, Acoustic Guitar, Hand Claps & Backing Vocal - 片山敦夫：Piano, Synthe Bass & Synthesizer - 角谷仁宣：Computer Programming - 斎藤誠：Electric Guitar - 成田昭彦：Drums & Conga - 原由子：Backing Vocal - 401stオールスターズ：Hand Claps ヨシ子さん - 桑田佳祐：Vocal, Electric Guitar & Backing Vocal - 片山敦夫：Piano, Synthe Bass, Synthesizer & Backing Vocal - 角谷仁宣：Computer Programming & Backing Vocal - 成田昭彦：Bongo & Backing Vocal - 増澤絵里子：Backing Vocal - 加納淳也：Backing Vocal Yin Yang - 桑田佳祐：Vocal, Electric Guitar, Quijada & Backing Vocal - 片山敦夫：Piano, Hammond Organ & Synthesizer - 角谷仁宣：Computer Programming - 斎藤誠：Electric Guitar - 角田俊介：Bass - 河村"カースケ"智康：Drums & Tambourine - 西村浩二：Trumpet あなたの夢を見ています - 桑田佳祐：Vocal, Acoustic / Electric Slide Guitars, Tambourine, Bells, Hand Claps & Backing Vocal - 片山敦夫：Electric Piano, Hammond Organ, Synthe Bass & Synthesizer - 角谷仁宣：Computer Programming - 斎藤誠：Electric Guitar - 山本拓夫：Soprano Saxphone 春まだ遠く - 桑田佳祐：Vocal, Acoustic Guitar & Backing Vocal - 島健：Piano & Conduct - 角谷仁宣：Computer Programming - 金原千恵子ストリングス：Strings - 朝川朋之：Harp - 藤田乙比古：Horn - 和田博史：Horn - 黒田由樹：Flute - 高市紀子：Flute - 庄司さとし：Oboe - 渡邊一毅：Clarinet - 井上俊次：Fagotto - はたけやま裕：Glockenspiel, Cymbal, Udu & Bells |

## ライブ映像作品
| 曲名                                | 作品名                                                               | 備考 |
| ----------------------------------- | -------------------------------------------------------------------- | --- |
| 過ぎ去りし日々 (ゴーイング・ダウン) | がらくたライブ                                                       | 桑田が眼鏡とハット帽を着用した謎の男（東京ドーム公演）や内田裕也（京セラドーム公演）などのコスプレをしており、それらを交互に収録している。                                                                                            |
| 過ぎ去りし日々 (ゴーイング・ダウン) | お互い元気に頑張りましょう!! -Live at TOKYO DOME-                    | 完全生産限定盤封入のボーナスディスク「全国ツアー完走御礼!! 感謝の“5倍返し”DISC」に収録。宮城セキスイハイムスーパーアリーナで演奏された。 桑田が敬愛し、開催年に死去したアントニオ猪木を意識して肩に赤いタオルを着用して歌唱している。 |
| 若い広場                            | がらくた                                                             | 完全生産限定盤A・B封入のBlu-ray・DVDに収録。 |
| 若い広場                            | がらくたライブ                                                       | |
| 若い広場                            | ごはん味噌汁海苔お漬物卵焼き feat. 梅干し                            | 完全生産限定盤A・B封入のBlu-ray・DVDに収録。2021年3月7日にブルーノート東京で開催した配信限定ライブ『静かな春の戯れ ～Live in Blue Note Tokyo～』での歌唱。                                                                            |
| 若い広場                            | LIVE TOUR 2021「BIG MOUTH, NO GUTS!!」                               | |
| 若い広場                            | お互い元気に頑張りましょう!! -Live at TOKYO DOME-                    | 最後のフレーズがツアータイトルに合わせて「お互い元気に頑張ろう」に変更されている。 |
| 大河の一滴                          | →「 ヨシ子さん § ライブ映像作品 」を参照                             | |
| 簪 / かんざし                       | がらくた                                                             | 完全生産限定盤A・B封入のBlu-ray・DVDに収録。 |
| 簪 / かんざし                       | がらくたライブ                                                       | |
| 簪 / かんざし                       | ごはん味噌汁海苔お漬物卵焼き feat. 梅干し                            | 完全生産限定盤A・B封入のBlu-ray・DVDに収録。2021年3月7日にブルーノート東京で開催した配信限定ライブ『静かな春の戯れ ～Live in Blue Note Tokyo～』での歌唱。                                                                            |
| 愛のプレリュード                    | →「 ヨシ子さん § ライブ映像作品 」を参照                             | |
| 愛のささくれ～Nobody loves me       | がらくた                                                             | 完全生産限定盤A・B封入のBlu-ray・DVDに収録。 |
| 愛のささくれ～Nobody loves me       | がらくたライブ                                                       | |
| 愛のささくれ～Nobody loves me       | ごはん味噌汁海苔お漬物卵焼き feat. 梅干し                            | 完全生産限定盤A・B封入のBlu-ray・DVDに収録。2021年3月7日にブルーノート東京で開催した配信限定ライブ『静かな春の戯れ ～Live in Blue Note Tokyo～』での歌唱。                                                                            |
| 愛のささくれ～Nobody loves me       | お互い元気に頑張りましょう!! -Live at TOKYO DOME-                    | 完全生産限定盤封入のボーナスディスク「全国ツアー完走御礼!! 感謝の“5倍返し”DISC」に収録。バンテリンドームナゴヤで演奏された。 |
| 君への手紙                          | →「 君への手紙 § ライブ映像作品 」を参照                             | |
| サイテーのワル                      | がらくたライブ                                                       | |
| 百万本の赤い薔薇                    | →「 ヨシ子さん § ライブ映像作品 」を参照                             | |
| ほととぎす ［杜鵑草］               | がらくたライブ                                                       | |
| オアシスと果樹園                    | がらくた                                                             | 完全生産限定盤A・B封入のBlu-ray・DVDに収録。 |
| オアシスと果樹園                    | がらくたライブ                                                       | |
| オアシスと果樹園                    | LIVE TOUR 2021「BIG MOUTH, NO GUTS!!」                               | |
| ヨシ子さん                          | →「 ヨシ子さん § ライブ映像作品 」を参照                             | |
| Yin Yang                            | →「 Yin Yang/涙をぶっとばせ!!/おいしい秘密 § ライブ映像作品 」を参照 | |
| あなたの夢を見ています              | →「 君への手紙 § ライブ映像作品 」を参照                             | |
| 春まだ遠く                          | 未収録                                                               | |